# El Lavi
Manuel Díaz Cantoral, dit El Lavi, né le 11 mars 1812 à Cadix (Espagne), mort le 9 décembre 1858 à Lima (Pérou), est un matador espagnol.

## Présentation et carrière
On sait peu de choses sur ce torero d’origine gitane. Il a commencé comme banderillero  dans la région de Cadix, avant de devenir espada. Le 8 août 1841, il est sobresaliente (remplaçant) dans le cartel du mano a  mano entre son frère, Gaspar Díaz et Paquiro à Cadix.
Le 17 avril 1843, il prend l’alternative à Madrid sans cession de trastos, avec pour parrain Ángel Pastor « El Barbero » et pour témoin Francisco Ezpeleta. Il est surtout actif dans les arènes de Castille et d’Aragon. Mais très vite il part en Amérique du Sud, à La Havane (Cuba), puis au Mexique.
Il meurt à Lima en 1858. Aucun document n’indique les circonstances de sa mort.